# Herman Chadwick Piñera
Herman José Manuel Chadwick Piñera (16 de abril de 1945) es un abogado, empresario, dirigente gremialista y político chileno. Se ha desempeñado como alcalde de la comuna de Providencia, concejal por Santiago, presidente de la Asociación de Concesionarios de Obras de Infraestructura Pública y del Consejo Nacional de Televisión de Chile (CNTV), actualmente es presidente de la compañía eléctrica Enel
Actualmente es presidente de la Junta Directiva de la Universidad de Las Américas. y presidente de la compañía eléctrica Enel

## Familia y estudios
Herman desciende de familias de la clase alta chilena. Fue el primero de ocho hermanos nacidos del matrimonio entre Herman Chadwick Valdés y Paulette Piñera Carvallo, esta última hermana del arzobispo de La Serena, Bernardino Piñera Carvallo, y del ingeniero y político democratacristiano Manuel José Piñera Carvallo. Por este vínculo sanguíneo es primo de los hijos de este último, José, Sebastián, Pablo y Miguel Piñera Echenique. Con Sebastián Piñera cultiva una estrecha amistad. Entre sus hermanos están Andrés y María Teresa (esposa de José Antonio Viera-Gallo).
Se tituló como abogado en la Universidad Católica de Chile. Apenas titulado, con poco más de 20 años, se casó con María Irene Larraín, apodada la «Manene», con quien tuvo cuatro hijos: Herman, María Irene, Francisco y Marcela. Su hijo Herman Chadwick Larraín fue un reconocido síndico de quiebras, que sin embargo en 2014 fue declarado culpable en el caso Caval.

## Carrera política
Se desempeñó en el sector privado hasta 1981, año en que fue llamado por la dictadura del general Augusto Pinochet para asumir como alcalde de Providencia, una de las comunas de mayores ingresos de la capital chilena. De este modo, con 36 años de edad, se convirtió en el alcalde más joven de dicha comuna.
En los años 1980, pese a sus marcadas diferencias políticas, Herman entabló una estrecha relación de amistad con Ricardo Lagos (PPD), quien tras el retorno a la democracia se convertiría en ministro de dos presidentes y más tarde en presidente de Chile, entre 2000 y 2006. En 1983, mientras Herman integraba la primera comisión política del partido de derecha Unión Demócrata Independiente (UDI), Lagos se erguía como uno de los líderes de la Alianza Democrática, coalición opositora a la dictadura militar y germen de la Concertación de Partidos por la Democracia. En 1984, ambos coincidieron en el panel de Improvisando, programa político de Jaime Celedón en la Radio Chilena.
En las elecciones parlamentarias de 1989 perdió la contienda electoral por los dos cupos senatoriales para representar a la Región de Coquimbo. Posteriormente, en las elecciones municipales de 1992 postuló las Juventudes UDI lo postularon a la alcaldía de Santiago, siendo elegido concejal con la primera mayoría, después del alcalde electo Jaime Ravinet (DC), que ejerció dicho cargo entre 1990 y 2000 y de quien se considera «muy amigo», al igual que de Joaquín Lavín, sucesor de Ravinet entre 2000 y 2004. En 2001, la UDI lo postuló para senador por la III circunscripción de la Región de Atacama, pero finalmente fue retirado para compensar la bajada de su primo Sebastián Piñera (RN) de la VI circunscripción Quinta Costa de la Región de Valparaíso.

## Carrera empresarial

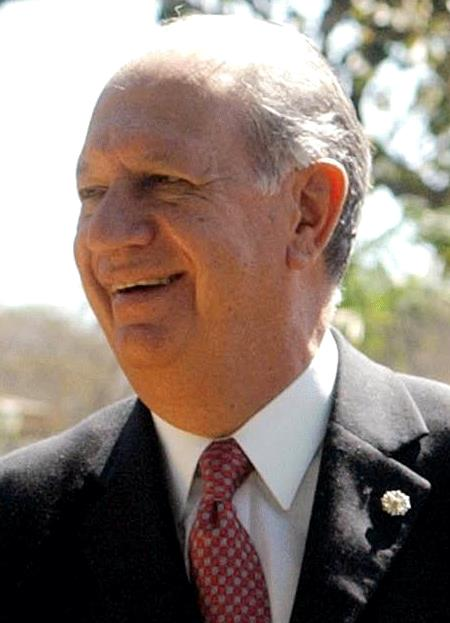
El expresidente Ricardo Lagos es amigo de Herman Chadwick, y ambos han trabajado de cerca en el mercado de las obras viales de Chile.

La carrera de Herman Chadwick ha estado siempre ligada por igual tanto al mundo público como al privado. En los años 1980, quebró uno de sus negocios financieros que tenía con su primo Sebastián Piñera.
Varios años más tarde, el 11 de abril de 2001, a cambio de su bajada como candidato senatorial ese mismo año, fue designado, a petición de su partido y por consentimiento de su amigo personal, el presidente Ricardo Lagos, como miembro del Consejo Nacional de Televisión de Chile (CNTV) y posteriormente en 2010 llegó a presidir el organismo, sucediendo a Jorge Navarrete Martínez. En marzo de 2006, apenas acabado su gobierno, Lagos creó la Fundación Democracia y Desarrollo. Chadwick contribuyó con US$10 mil dólares para su gestación, y asistió además de su ceremonia de inauguración. Dos meses después, en mayo, el abogado UDI asumió como Presidente de la Asociación de Concesionarios de Obras de Infraestructura Pública (Copsa), una entidad gremial chilena que agrupa a las sociedades anónimas titulares de contratos de concesión licitados por el Ministerio de Obras Públicas.
Herman Chadwick es socio del estudio de abogados «Chadwick y Aldunate» y también de «Chadwick y Reymond», y de acuerdo a lo publicado en el mismo sitio web de dicho estudio, ha formado parte del comité editorial de Copesa, empresa de medios de comunicación chilena encabezada por Álvaro Saieh. Durante el gobierno de Ricardo Lagos aumentaron explosivamente las obras viales, siendo este estudio de abogados el que atendió a las principales concesionarias; una de ellas, la española Cintra, se adjudicó más de 900 kilómetros en cinco autopistas con una inversión de US$1470 millones de dólares, con Chadwick vinculado como miembro del directorio.

## Controversias

### Gastos públicos en CNTV
El 28 de abril de 2010, 17 días después de asumido la presidencia del Consejo Nacional de Televisión de Chile (CNTV), Herman gastó $1 421 888 pesos para cambiar el mobiliario de la casa en que se ubica el organismo, en la calle Mar del Plata de Providencia, debido a que los antiguos muebles «los encontraba muy rasca». Unos días después, el 5 de mayo, se emitió una orden de compra por $1 119 000 para un televisor Sony de 40 pulgadas para su oficina.

### Oposición a la reforma de concesiones en Copsa

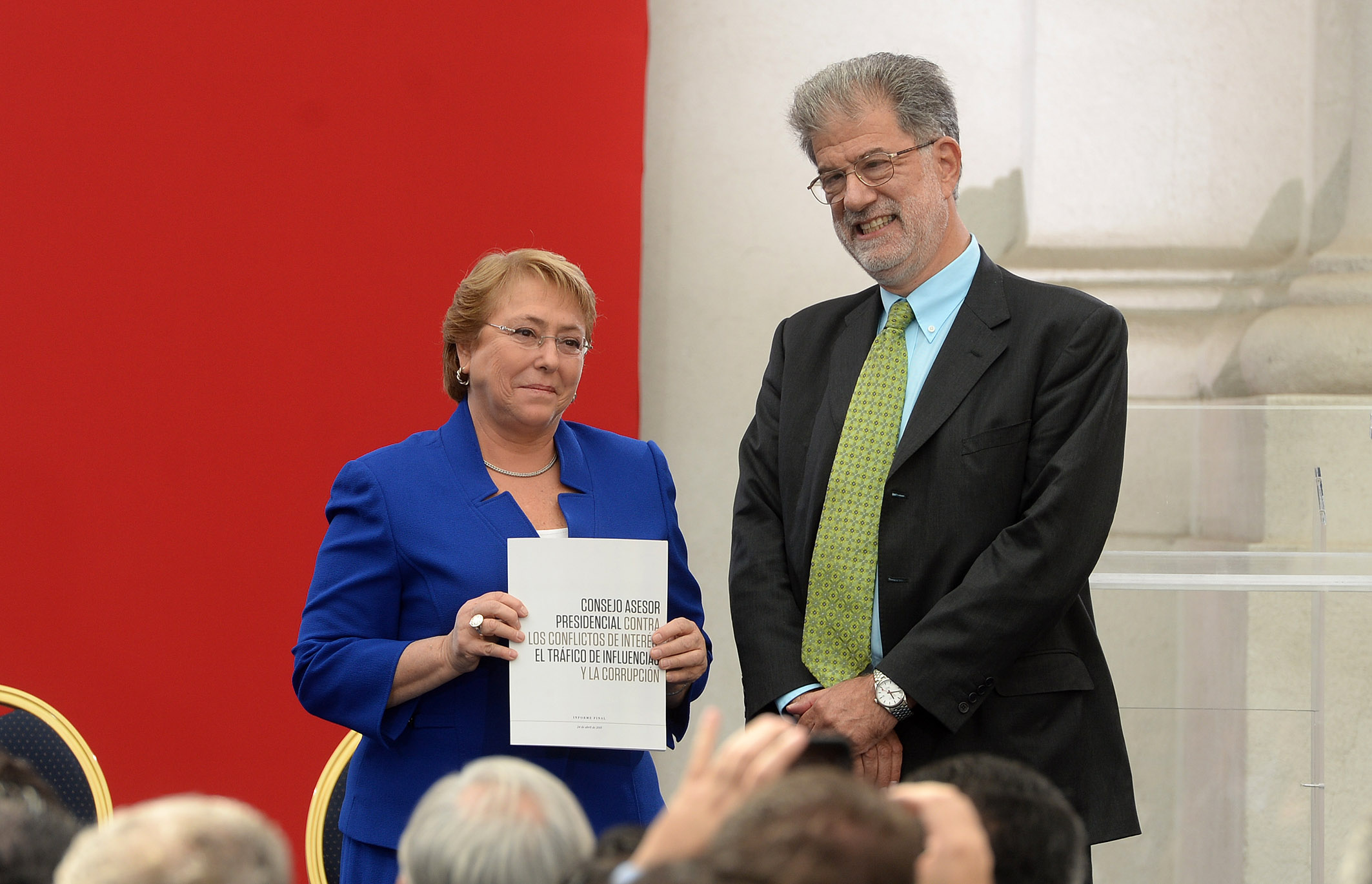
Uno de los principales críticos de las gestiones de Herman Chadwick en Copsa fue el académico Eduardo Engel, quien en 2015, durante el segundo gobierno de Michelle Bachelet, se haría cargo de la «Comisión Engel».

La segunda mitad de 2007, durante el primer gobierno de la presidenta de Chile Michelle Bachelet, el ministro de Obras Públicas Eduardo Bitran (PPD) promovió una reforma a la Ley de Concesiones que se había puesto en marcha con el modelo de desarrollo vial implementado durante el gobierno anterior de Ricardo Lagos (PPD). A pesar del rechazo del exmandatario, que consideraba que dicho modelo era un sello distintivo de su mandato, la iniciativa fue apoyada desde el mundo universitario por Eduardo Engel, por el académico de la Universidad de Chile, Ronald Fischer, y por el profesor de la Universidad de los Andes e investigador del Centro de Estudios Públicos (CEP), Alexander Galetovic. La principal crítica que pretendía reformarse era que «una proporción significativa (el 25%) de los 11 270 millones de dólares invertidos en concesiones se han entregado sin ningún tipo de competencia» a las concesionarias reunidas en Copsa, entidad presidida entonces por Herman Chadwick. Asimismo, criticaban además que «el 80% de estos 2810 millones de dólares, se ha negociado en condiciones poco transparentes para el público». Unas semanas después de estas declaraciones, en enero de 2008, Bitran fue removido de su cargo, siendo reemplazado por Sergio Bitar (PPD), decisión celebrada públicamente por Herman. Desde entonces el proyecto de ley pasó a ser monitoreado desde el Ministerio Secretaría General de la Presidencia, cargo que ocupaba su cuñado José Antonio Viera-Gallo (PS). Hasta mediados de 2008, como presidente de Copsa, Herman mantuvo un lobby en contra del proyecto de ley que pretendía crear un Consejo de Concesiones, independiente del ministro de Obras Públicas de turno. El 13 de agosto de ese año, justo antes de que el proyecto fuera votado en la cámara alta, Hosain Sabag (DC), considerado cercano a las concesionarias, pidió que se volviera a analizar en la comisión que él integraba, especialmente en lo relacionado con el Consejo de Concesiones. Sabag, Chadwick y Sergio Romero (RN) acudieron además a una supuesta «inconstitucionalidad» de la reforma. Por esos días, Chadwick también incorporó a su amigo Óscar Guillermo Garretón (PS) a su lobby desde el directorio de Itínere Chile, filial de la empresa de concesiones española Sacyr, integrante de Copsa, que también invitó a los exministros Genaro Arriagada (DC) y Eduardo Aninat (DC) a conformar parte del directorio de la concesionaria. En septiembre del mismo año, los académicos Eduardo Engel, Alexander Galetovich y Ronald Fischer lo acusaron directamente de haber estado negociando en condiciones poco transparentes.

## Historia electoral

### Elecciones parlamentarias de 1989
- Elecciones parlamentarias de 1989, candidato a senador por la Circunscripción 4, (Coquimbo)[5]

| Candidato                    | Pacto                          | Partido | Votos  | %     | Resultado |
| ---------------------------- | ------------------------------ | ------- | ------ | ----- | --------- |
| Ricardo Hormazábal Sánchez   | Concertación por la Democracia | PDC     | 88 360 | 36,85 | Senador   |
| Jorge Insunza Becker         | Unidad para la Democracia      | PAIS    | 49 241 | 20,54 |           |
| Alberto Cooper Valencia      | Democracia y Progreso          | ILB     | 46 490 | 19,39 | Senador   |
| Herman Chadwick Piñera       | Democracia y Progreso          | UDI     | 39 386 | 16,43 |           |
| Julio Durán Neumann          | Alianza de Centro              | DR      | 13 495 | 5,63  |           |
| Juan Eliseo González Herrera | Unidad para la Democracia      | PAIS    | 2798   | 1,77  |           |

### Elecciones municipales de 1992
- Elecciones municipales de 1992 para la alcaldía de Santiago[6]

(Se consideran solo los candidatos que resultaron elegidos para el Concejo Municipal)
| Candidato                  | Pacto                          | Partido | Votos  | %     | Resultado |
| -------------------------- | ------------------------------ | ------- | ------ | ----- | --------- |
| Jaime Ravinet de la Fuente | Concertación por la Democracia | PDC     | 49 266 | 38,03 | Alcalde   |
| Herman Chadwick Piñera     | Participación y Progreso       | UDI     | 16 933 | 13,07 | Concejal  |
| Jorge Arrate Mac Niven     | Concertación por la Democracia | PS      | 14 559 | 11,24 | Concejal  |
| Arturo Alessandri Cohn     | Participación y Progreso       | Indep.  | 12 750 | 9,84  | Concejal  |
| Fernando Valdés Celis      | Participación y Progreso       | RN      | 4618   | 3,56  | Concejal  |
| Julio Silva Solar          | Concertación por la Democracia | PPD     | 3447   | 2,66  | Concejal  |
| Manuel Díaz Valenzuela     | Concertación por la Democracia | DC      | 1987   | 1,53  | Concejal  |
| Mario Farías Fernández     | Concertación por la Democracia | PR      | 1984   | 1,53  | Concejal  |
| Rodolfo Fortunatti Molina  | Concertación por la Democracia | DC      | 1577   | 1,22  | Concejal  |
| Andrés Koryzma Zep         | Concertación por la Democracia | AHV     | 1551   | 1,20  | Concejal  |